# Baimiao, Yuechi
Baimiao (kinesiska: 白庙镇, 白庙) är en köping i Kina. Den ligger i provinsen Sichuan, i den sydvästra delen av landet, omkring 220 kilometer öster om provinshuvudstaden Chengdu.
Genomsnittlig årsnederbörd är 1 451 millimeter. Den regnigaste månaden är juni, med i genomsnitt 287 mm nederbörd, och den torraste är december, med 12 mm nederbörd.